# Puccinia aristidae
Puccinia aristidae är en svampart som beskrevs av Tracy 1893. Puccinia aristidae ingår i släktet Puccinia och familjen Pucciniaceae.   Inga underarter finns listade i Catalogue of Life.